# B-10轟炸機
馬丁B-10轟炸機是世界第一種全金属单翼轟炸機，在當時是一種創新的設計，為美國陸軍航空隊採用，於1934年首次服役。除了服役的B-10之外，使用同型機身更換不同發動機的機型尚有B-12, B-13, B-14, A-15和O-45等；所有系列總加起來共生產了348架，主要使用者為美國陸軍航空隊（166架）與荷蘭（121架）。

## 簡介
本機由美國格倫·L·馬丁公司於1930年研發，在巴爾的摩由馬丁飛機公司製造，型號為Martin Model 123，雖然在外型上與後來更為流線的飛機有些落差，但是馬丁123型轟炸機有著後來轟炸機所具備的各項技術特徵：封閉式駕駛艙、可轉動的防禦槍塔、可收放起落架、內置炸彈艙、有降低風阻設計同時維持良好引擎冷卻效果的的NACA整流罩等，這些創新的技術足以讓1930年代初研發的各式轟炸機相形見拙。在1932年2月16日，馬丁123原型機首飛成功，隨即引來美國陸軍航空隊的重視；同年3月20日，馬丁123型機在陸航賦予其代號XB-907之後，引進美國陸軍航空隊內測試，在陸軍航空隊的要求下，XB-907更換了發動機並修改部分設計再度送回軍方測試，這時候軍方給了XB-907一個新代號：XB-10
XB-10更換了輸出動力略增的懷特R-1820 -19發動機（離陸出力625匹馬力）、增加2.4公尺寬度的翼展、全封閉式砲塔、發動機外罩也從原本的湯恩德環（Townend ring）更換成NACA整流罩降低阻力，XB-10在1932年6月飛行測試中，在高度6,000英尺（1,830公尺）締造了時速317公里的飛行表現，就1932年的標準，該表現堪稱極為優越，這也是美軍在1930年代初第一架測試出可以比戰鬥機時速還略快的轟炸機。
馬丁本人因為開發出這架劃世代的飛機在1932年獲得科利爾獎殊榮，XB-10也贏得軍方青睞，但軍方希望飛機的乘組員可降到3人，並使用輸出動力675匹馬力的發動機；在1933年1月17日美軍向馬丁飛機公司下訂48架，正式編號則改為YB-10；YB-10到生產第15架後更換更強力的普惠R-1690-11"胡蜂"引擎，編號更為YB-12，另外有1架YB-10更名為XB-14，更換輸出動力900匹馬力的普惠YR-1830-9雙黃蜂發動機。
B-10轟炸機系列也是美軍內第一架被大量生產的轟炸機，然而她的好日子並沒有過太久；1934年至1935年美國陸軍航空隊提出一場遠程轟炸機設計大賽，馬丁公司將B-10的設計改良推出馬丁146型轟炸機參賽，卻不敵設計更加出色的B-17，也沒能成功贏過性能還較B-10後期版本馬丁166略遜一籌的B-18，在B-17、B-18服役後，B-10家族在1939年後美軍內便迅速退出第一線。1936年起，美國對此機型外銷解禁，數百架外銷型B-10出口到各國。後期的B-12, B-13, B-14, A-15和O-45與此機構型相同，但使用Pratt & Whitney發動機而不是B-10的Wright Cyclones發動機。
中華民國空军在1936年购入了九架马丁139WC型（B-10B的外销型号），并於1938年5月19、20日夜派遣以徐煥昇（後任中華民國空軍總司令）为首的两个机组驾驶该机前往日本九州一带撒布传单。
泰國皇家空軍的B-10於1940-1941年間参加了泰法战争，並參與了1942年的入侵緬甸戰役。

## 主要參戰紀錄
馬丁B-10轟炸機在出場時曾是世界上最為先進的轟炸機，它比雙翼驅逐機要快上1.5倍，並比當時其它的戰鬥機都飛的快。雖然B-10開創了新的轟炸機時代，但1930年代快速發展的轟炸機設計確讓此型轟炸機在美國參加第二次世界大戰之前即成為了一種過時的機種。在亞洲戰場之上，荷屬東印度與中國的B-10機隊很快的就被證明無法對抗日本新式戰機的攔截。
在中國戰場上，美製B-10轟炸機是中國空軍裡少數曾遠航日本的飛機。1938年5月19日下午3時23分，中華民國空軍的兩架馬丁轟炸機自漢口祕密起飛，於寧波櫟社機場加油後前往日本。長機1403號由徐煥昇駕駛，機員蘇光華、劉榮光、吳積沖。僚機1404號由佟彦博駕駛，機員蔣紹禹、雷天春、陳光斗。20日凌晨2時45分飛抵長崎，於長崎、福岡各地灑下近百萬份由日本反戰作家鹿地亘編譯的空飄傳單，向日本民眾揭露了日軍的戰爭暴行，並勸告日本盡快結束戰爭，重歸和平道路。20日8點48分，僚機1404號機在玉山落地，9點23分，長機1403號機飛抵南昌，圓滿達成任務。此次行動被稱為人道远征，較1942年4月美國陸軍航空軍詹姆斯·杜立德中校轟炸日本要早四年。儘管重慶內部曾經爭辯過"紙片轟炸"究竟是讓日本擔憂後續將有更致命的轟炸，還是讓日本判斷中國其實無法投擲炸彈？但美軍駐外武官的報告則給予肯定，認為：既然這樣的行動顯然地受到部分外界的好評，那麼或可證明值得一冒（上述）風險來執行此類飛行。

## 生產各型號
- XB-907

美國陸軍航空隊給馬丁123型機之測評代號，使用開放式駕駛艙、SR-1820-E發動機、1932年4月移交。
- XB-907A
- XB-10
- XB-14
- YB-10
- YB-10A
- YB-12

公司代號馬丁139B，換用普惠R-1690-11（輸出動力775匹馬力）發動機，極速提升至每小時351公里，共建造7架，1940年4月時尚有5架仍服役中。
- YB-13
- B-10
- RB-10MA
- B-10B
- B-10M
- A-15

由YB-10機體裝設R-1830-25發動機（輸出動力750匹馬力）的改良型，因為競標輸給了寇蒂斯A-14伯勞鳥式攻擊機，未生產。
- YO-45
- Martin Model 139W

外銷型代號，如包括後期的馬丁166，共生產182架。
- Model 139WA

馬丁公司在阿根廷飛行表演用機體。
- Model 139WAA

阿根廷陸軍輸出型，1938年4月起交貨，產量26架。
- Model 139WAN

阿根廷海軍輸出型，1937年11月起交貨，產量12架。
- Model 139WC、WC-2

中華民國空軍輸出型，產量9架，分為2批建造，於1937年2月（6架）、8月（3架）交貨。
- Model 139WH
- Model 139WR

蘇聯空軍採購測評版本，產量1架。
- Model 139WS
- Model 139WSM、WSM-2

泰國皇家空軍輸出型，產量6架，分為2批建造，於1937年3月（3架）、4月（3架）交貨。
- Model 139WSP
- Model 139WT

土耳其輸出型，產量20架，1937年9月交貨。
- Model 166

最終生產版本，代號另外有稱為139WH-3或139WH-3A，由荷蘭皇家東印度陸軍航空隊使用，共生產82架。

## 註解
1. ↑  Fitzsimons 1967/1969,  p. 1846.
2. ↑  Jackson 2003, p. 246.
3. ↑  中國飛機尋根（之三十）民國二十七年我空軍遠征日本之馬丁一三九型轟炸機（Martin 139） （页面存档备份，存于），黃孝慈著
4. ↑   Richard L. Dunn (2006) Illusive Target: Bombing Japan from China. Chapter 1.Chinese Bombers over Japan